# Kamakahelei
Kamakahelei  (c. 18th siglo-1794) fue Aliʻi Aimoku, o reina de la isla de Kauaʻi. Fue la jefa gobernante de Kauaʻi reinando de 1770-1794. Fue la soberana de la Isla de Kauai en el momento en que el capitán James Cook aterrizó en sus costas. La jefa de la escuela secundaria Kamakahelei en el distrito de Puhi lleva el nombre de ella. Esta escuela sirve a los distritos de Kalaheo a Hanamaulu en la isla de Kauai. Sus descendientes comprenden la Casa de Kamakahelei que busca proteger y promover la herencia real Hawaiiana en el siglo 21.

## Biografía
Kamakahelei era la única hija del alto jefe Kaumeheiwa, el hijo del alto jefe Lonoikahaupu y el alto cacique Kamuokaumeheiwa, y su esposa, el alto jefe Kaʻapuwai, que era la hija de Peleioholani, Aliʻi Nui (rey) de Oahu y aliʻi Nui de Kauai. Según la tradición, su abuelo Lonoikahaupu fue cinco generaciones en descenso desde el 13º aliʻi Aimoku de Kauaʻi, Kalanikukuma. Su familia había gobernado tradicionalmente en Waimea y la sección suroeste de la isla, aunque siempre en subordinación a la línea de ancianos de los jefes Kauaianos. Kamakahelei sucedió a su abuelo Peleioholani que también era Ali'i Aimoku (rey) de Kaua'i y Oahu. En Kamakahelei se reunieron todas las líneas superiores de jefes de Kaua'i.
Primero tuvo relaciones con Kaneoneo, el nieto de Peleʻioholani y el pretendiente al trono de Oahu de la línea Kualii. Tenía derechos sobre la sucesión a Kauaʻi, pero no se sabe si contendió con su esposa sobre el gobierno de la isla. El padre de Kaneoneo, Kūmahana, fue depuesto por los jefes de ʻEwa, que lo reemplazaron con Kahahana. Este último fue el último rey de Oahu. 
Ella y su primer marido tuvieron dos hijas: Lelemahoalani y Kawalu.: 297–298  Kaneoneo murió durante la rebelión en O ʻ Ahu contra el rey Mauian Kahekili II en el año 1785 o 86. iba a ser la esposa de su medio hermano Kaumuali'i. Kamakahelei se casó después con Kaeokulani, un príncipe de Maui y hermano de Kahekili II. Tuvieron un hijo Kaumualiʻi. Juntos, unieron el gobierno de la isla de Niihau, el dominio de su marido, y la isla de Kauaʻi.
Una tercera relación fue con un jefe llamado Kini, cuya historia no es bien conocida. Su descendencia con él fueron el príncipe Ikekeleiaiku y la princessa Na-maka-o-kaha’i. Ikekelei'aiku era el padre del coronel Ali'i Robert Hoapili Baker, y sus descendientes conforman la casa de Kamakahelei hoy.

## Casa de Kamakahelei
Después de la muerte de Kamakahelei en 1794, su marido Kaeokulani pudo haber tomado una breve regencia sobre su hijo como lo hizo la herencia de su sobrino Kalanikūpule de Maui. Kaeokulani murió el mismo año, asesinado en la batalla de Kukiiahu, en Kalauao, Oahu el 12 de diciembre de 1794. Su hijo continuó gobernando el Reino de Kauaʻi de forma independiente hasta que accedió a convertirse en un vasallo de Kamehameha El Grande.
En el siglo 21 su cuatro veces bisnieto el príncipe Darrick Lane Hoapili Līloa Kamakahelei Baker fue reconocido como un ali'i Nui y comenzó una campaña para defender la integridad de la herencia real de Hawáii al convertirse en protector interino de las Órdenes Reales que habían sido en suspenso desde el derrocamiento de la Monarquía. La obra de la casa de Kamakahelei en la era moderna ha sido caritativa y filantrópica, promoviendo la cultura y el lenguaje hawaiano y apoyando programas de salud que benefician a la gente hawaiana.
| Predecesor: Peleioholani | Aliʻi Aimoku de Kauaʻi y Niʻihau 1770 – 1794 | Sucesor: Kaumualiʻi |